# 오구니촌 (히로시마현)
오구니촌(小国村)은 일본 히로시마현 세라군에 설치되었던 촌이다. 현재의 세라정의 일부에 해당한다.